# Guillaume Pousaz

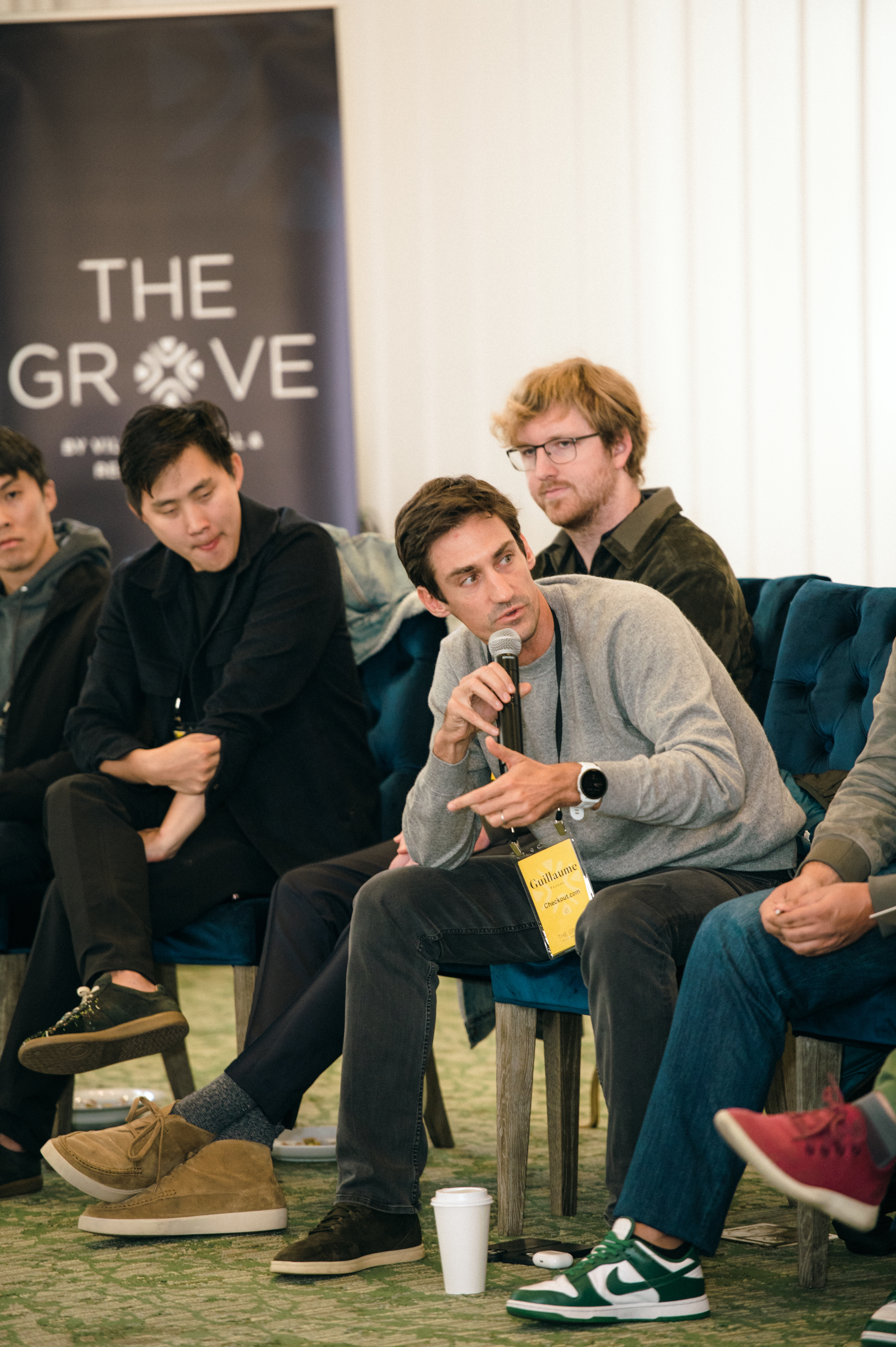
Guillaume Pousaz (mit Mikrofon, 2022)

Guillaume Pousaz (* 1981) ist ein in Dubai ansässiger Schweizer Unternehmer und der CEO und Gründer der Zahlungsplattform Checkout.com. 

## Leben
Pousaz hat an der Ecole polytechnique fédérale de Lausanne mathematische Ingenieurwissenschaften studiert, bevor er sich an der HEC Lausanne (angegliederte Business School der Universität Lausanne) für einen Bachelor in Wirtschaftswissenschaften einschrieb. Er brach sein Studium 2005 ab, als sein Vater an Krebs erkrankte, und zog nach Kalifornien, um Surfer zu werden. Als ihm das Geld ausging, begann er 2006 für das Zahlungsunternehmen International Payment Consultants (IPC) zu arbeiten. Im Jahr 2007 gründete Pousaz zusammen mit dem Vertriebsleiter von IPC NetMerchant, einen Geldtransferdienst für Zahlungen von den USA nach Europa. Das Unternehmen bestand bis 2009.
Pousaz gründete 2009 in Singapur das Unternehmen Opus Payments, das es Unternehmen in Hongkong ermöglichte, Zahlungen von Käufern aus aller Welt zu verarbeiten. Opus Payments wurde 2012 in Checkout.com umbenannt. Nach mehreren Finanzierungsrunden stieg der Wert von Checkout.com bis 2022 auf über 40 Milliarden US-Dollar. 2021 gründete Pousaz eine private Investmentgesellschaft namens Zinial Growth, welche in Start-up-Unternehmen investiert.
Im Mai 2025 wurde sein Vermögen auf 7,8 Milliarden US-Dollar geschätzt, womit er zu den reichsten Schweizern gehört.
Pousaz ist verheiratet, Vater von drei Kindern und hat seinen Hauptwohnsitz in Dubai.